# Nebojša Pavković
Nebojša Pavković (Senjski Rudnik, 10. travnja 1946.) srpski je general i ratni zločinac osuđen za zločine počinjene nad civilnim stanovništvom tijekom rata na Kosovu. 

## Životopis
Nebojša Pavković je rođen 10. travnja 1946. u selu Senjski Rudnik u Srbiji. Obnašao brojne dužnosti u Jugoslavenskoj narodnoj armiji (JNA). 1994. godine je raspoređen u Prištinski korpus VJ u Prištini na Kosovu, gdje je obnašao više dužnosti u Štabu Komande.

## Suđenje i presuda
Protiv njega i drugih generala odgovornih za zločine na Kosovu je krajem 2003. podignuta optužnica. Srpske vlasti su pokušale zaustaviti njihovo izručenje. Pavković je 2005. izručen Međunarodnom sudu za ratne zločine počinjene na području bivše Jugoslavije u Haagu. Sud ustanovljava da je Pavkovićev doprinos udruženom zločinačkom poduhvatu bio značajan, jer je koristio snage VJ koje su mu bile na raspolaganju za teroriziranje i nasilno protjerivanje civila kosovskih Albanaca iz njihovih domova. On je imao namjeru da prisilno raseli albansko stanovništvo Kosova radi osiguravanja dalje kontrole državnih vlasti nad pokrajinom. Pavković je, u datim okolnostima, mogao razumno predvidjeti da će snage VJ i MUP izvršavajući njegova naređenja činiti ubojstva, silovanja i hotimična uništavanja džamija.
Godine 2009. je proglašen krivim po svim točkama optužnice i osuđen na 22 godine zatvora za deportacije, prisilna premještanja, ubojstva, progone i druga nehumana djela. Zajedno s njim, osuđeni su i Vladimir Lazarević, Nikola Šainović, Dragoljub Ojdanić i Sreten Lukić. Prvooptuženi Slobodan Milošević je umro u pritvoru, a Milan Milutinović je oslobođen optužbi.

## Vanjske poveznice
- Haški tribunal: Optuženik Nebojša Pavković
- Presuda Pavkoviću i suradnicima